# قطعنامه ۲۰۲۱ شورای امنیت
قطعنامه ۲۰۲۱ شورای امنیت سازمان ملل متحد که در تاریخ ۲۹ نوامبر ۲۰۱۱ تصویب شد، سندی بین‌المللی دربارهٔ بررسی وضعیت مربوط به جمهوری دمکراتیک کنگو است. این قطعنامه طی نشست ۶۶۷۱ام با ۱۵ رای موافق، ۰ مخالف و ۰ ممتنع تصویب شد.